# بالايوخورا
باليوكورا (Παλαιοχώρα) هي مدينة في خانيا في اليونان.